# Acinetobacter baumannii
Acinetobacter baumannii è un batterio Gram-negativo del genere Acinetobacter. Nell'uomo provoca infezioni opportunistiche, in particolare in persone immunodepresse; spesso è causa di infezioni nosocomiali. In ambienti naturali, A. baumannii è stato isolato nel suolo e nell'acqua.

## Patogenicità
Il batterio non è sempre patogeno; può essere semplicemente rinvenuto sull'epidermide e sulle mucose degli esseri umani. Nel caso di individui con sistema immunitario particolarmente fragile, A. baumannii può causare patologie anche molto gravi, tra cui polmoniti e l'infezione di ferite o di altre lesioni cutanee. La letalità delle setticemie da A. baumannii che si verificano in ambito ospedaliero oscilla tra il 17% e il 46%; le patologie polmonari provocate dal batterio hanno invece una letalità che può raggiungere il 70%.
Nel 2001, in Francia, poco più dell'1% delle infezioni nosocomiali risultava attribuibile ad Acinetobacter baumannii. Nei reparti di terapia intensiva e rianimazione, circa il 5% delle infezioni polmonari risultano causate da questo batterio. Nel 2003, all'ospedale di Valenciennes, si verificò un'epidemia di infezioni da A. baumannii, per un totale di 12 casi. A inizio 2020, in Belgio, si sono rilevate sei infezioni da A. baumannii in un ospedale di Boussu, due delle quali con esito fatale.

## Resistenza agli antibiotici
A. baumannii ha progressivamente acquisito caratteristiche di antibioticoresistenza che, se da una parte destano preoccupazione, dall'altra rendono più facile la sua identificazione laboratoristica. Il batterio produce un enzima, la beta-lattamasi ad ampio spettro, che gli conferisce resistenza a quasi tutti i beta-lattamici esistenti. Gli unici due antibiotici ai quali A. baumannii risulta tuttora vulnerabile sono la colistina e l'imipenem; recentemente, tuttavia, sono stati segnalati ceppi del batterio resistenti anche all'imipenem.
Inoltre, nel maggio 2013, in Francia sono stati rilevati sei ceppi di Acinetobacter baumannii multiresistenti, provvisti dell'enzima New Delhi metallo-beta-lactamase (NDM-1) e originari del Nordafrica.